# Окиносима (минный заградитель)
«Окиносима» (яп. 沖島 по названию острова в Цусимском проливе) — большой минный заградитель японского императорского флота.
Постройка следующего за «Ицукусимой» крейсерского минного заградителя была включена в Первую программу пополнения флота 1931 года, реализована она была в 1934—1936 годах на частной верфи в Хариме.
«Окиносима» представлял собой гладкопалубный корабль полным водоизмещением около 5000 тонн, оснащённый паротурбинной установкой. Он также имел внутреннее размещение мин, но в отличие от «Ицукусимы», нёс 140-мм орудия в спаренных установках и катапульту с гидросамолётом.
Заградитель участвовал в второй японо-китайской и начальном этапе Второй мировой войны, был потоплен 12 мая 1942 года в проливе Сент-Джордж торпедами американской подводной лодки S-42.

## Проектирование и постройка
Одним из следствий подписанного 22 апреля 1930 Лондонского морского договора, установившего «линкорные каникулы» и введшего ограничения на суммарный тоннаж крейсеров, эсминцев и подлодок в флотах, стало выторгованное японцами право построить два крейсерских минных заградителя для замены устаревших «Асо», и «Токивы». Стандартное их водоизмещение не должно было превышать 5000 тонн, а максимальная скорость — 20 узлов.
Постройка первого из заградителей была включена в Первую программу пополнения флота 1931 года, он должен был заменить исключённый из списков 1 апреля того же года «Асо». Согласно тактико-техническим требованиям Морского Генерального Штаба (МГШ), при водоизмещении в 5000 тонн и скорости хода 20 узлов он должен был нести четыре 155-мм орудия и как минимум четыре орудия ПВО, брать на борт 500 мин, дальность плавания должна была составлять 5000 морских миль 14-узловым ходом. В следующем 1932 году был подготовлен эскизный проект, получивший обозначение H-6. Стандартное водоизмещение в нём сократили до 4800 тонн по соображениям экономии, а 155-мм/60 орудия (аналогичные проектируемым для крейсеров типа «Могами») заменили на старые 140-мм/50 типа 3-го года, так как они уже имелись в наличии. Остальные требования МГШ были выполнены.
После инцидента с «Томодзуру» в 1934 году стало ясно, что мелкосидящий корабль с высоким надводным бортом и массивными надстройками явно будет иметь проблемы с парусностью и остойчивостью. После пересмотра проекта стандартное водоизмещение заградителя уменьшилось с 4800 до 4470 тонн, а длина — с 138,5 до 124,5 метров. Кроме того, четыре одиночные установки 140-мм орудий были заменены на две спаренные, а котлы были переведены с смешанного на нефтяное отопление.
Получивший имя «Окиносима» корабль был заложен на верфи компании «Харима» 27 сентября 1934 года и был спущен на воду 15 ноября 1935 года. Однако уже в ходе постройки быстро выявились негативные последствия массивного применения плохо освоенной электросварки в конструкции корпуса, как и на более раннем малом заградителе «Яэяма» — а именно множественные растяжения и деформации обшивки. Кроме того, на момент спуска уже прошёл месяц с инцидента с Четвёртым флотом, как раз показавшем массовость подобных проблем с прочностью. Корпус «Окиносимы» был подвергнут обследованию, показавшему, что соединявшиеся внахлёст листы обшивки имеют достаточные большие поля, чтобы дублировать сварку клёпкой, а внутренние напряжения остались в допустимых пределах. Соответственно, объём работ удалось свести к минимуму, водоизмещение заградителя в конечном итоге сократилось уже до 4000 тонн, с улучшением дальности и остойчивости. В состав флота «Окиносима» вошёл 30 сентября 1936 года.
В 1939—1941 годах в Майдзуру по модернизированному проекту H-10 был построен второй большой минный заградитель — «Цугару». 
В декабре 1941 года Окиносима участвовал в захвате островов Гилберта.  Потоплен американской подводной лодкой 12 мая 1942 года.

## Конструкция
Распределение нагрузки выглядело следующим образом:
|                                   | Масса, т | В процентах |
| --------------------------------- | -------- | ----------- |
| Корпус                            | 1786,6   | 38,3 %      |
| Оборудование и снаряжение         | 691,7    | 14,9 %      |
| Артиллерийское вооружение         | 136,3    | 2,9 %       |
| Мины и противолодочное вооружение | 666,4    | 14,3 %      |
| Авиационное вооружение            | 27,7     | 0,6 %       |
| Энергетическая установка          | 398,3    | 8,5 %       |
| Топливо                           | 979,4    | 20,4 %      |
| Запасы пресной воды               | 26,2     | 0,6 %       |
| Остальное                         | 15,5     | 0,3 %       |
| Водоизмещение                     | 4661,1   | 100 %       |

### Энергетическая установка
На минном заградителе устанавливались два турбозубчатых агрегата (ТЗА) «Кампон» мощностью по 4500 л. с. (3,3 МВт). Каждый из них включал одну турбину высокого давления (ТВД) и одну низкого (ТНД), работавших через редуктор на вал 2,7-м гребного винта (шаг 2,45 м). Общая мощность в 9000 л. с. должна была обеспечивать максимальную скорость хода в 20 узлов-предел разрешённого Лондонским договором.
Па́ром турбозубчатые агрегаты питали четыре водотрубных котла типа «Кампон Ро Го», отапливаемых мазутом и с предварительным подогревом воздуха. Рабочее давление насыщенного пара — 20,0 кгс/см² при температуре 100 °C. Общая площадь нагревательной поверхности составляла 276,6 м², подогревателей воздуха — 53,4  м², объём топочных камер — 9,14 м³. Каждый котёл оснащался шесть форсунками, сжигавшими по 250 кг топлива в час. Паропроизводительность котлов была избыточной для установленных турбозубчатых агрегатов.
Заградитель по проекту брал на борт 850 тонн мазута для собственных нужд и дополнительно ещё 200 — для передачи на другие корабли. Дальность плавания по результатам испытаний значительно превысила проектную и составила 9500 морских миль 14-узловым ходом. Она была признана избыточной, и запасы мазута сократили до 561 тонны, увеличив при этом до 360 тонн запасы топлива для других кораблей. На этапе проектирования также рассматривалась возможность смешанного питания (мазут и уголь), от которой отказались, изменения при этом свелись только к конструкции форсунок котлов.
Для питания корабельной электросети использовались два турбогенератора по 100 КВт и два дизель-генератора по 80 КВт, общей мощностью 360 КВт.

### Вооружение
Минное вооружение «Окиносимы» отличалось от такового на «Ицукусиме». Только две пары минных рельсов находилось внутри на средней палубе, ещё две — на верхней палубе. Нижние рельсы в оконечностях оканчивались лацпортами в транцевой корме. Всего заградитель мог нести 500 контактных мин № 6 модели 2, каждая из которых при массе 1080 кг несла 200 кг тринитрофенола и имела 205-метровый трос для якорной установки. Для хранения мины размещались в четыре яруса — по два на каждую пару рельсов, для её использования имелась развитая система подъёмников и поворотных платформ. Пост управления минными постановками предположительно находился на верхней палубе, под платформой заднего прожектора.
В качестве оборонительного вооружения заградитель имел четыре 140-мм орудия тип 3 с длиной ствола 50 калибров в спаренных палубных установках, расположенных в оконечностях. Для управления их огнём использовался визир центральной наводки тип 91 с 4,5-метровым дальномером, расположенный на вершине носовой надстройки. Также с обеих сторон первого уровня носовой надстройки находились два дальномера с 1,5-метровой базой. На зенитной палубе находилась пара 76,2-мм орудий тип 3 с длиной ствола 40 калибров — таких же, как и на «Ицукусиме». Там же, но по бокам от носовой надстройки были расположены два спаренных 13,2-мм пулемёта тип 93, игравшие роль ПВО ближнего радиуса. Два 90-см прожектора тип 92 находились на платформах перед дымовой трубой, ещё один — на платформе за грот-мачтой.
«Окиносима» был первым японским минным заградителем, оборудованным гидросамолётом. Для его использования между дымовой трубой и грот-мачтой была установлена катапульта тип № 2 модель 3. В первые годы службы базировался трёхместный разведывательный гидросамолёт тип 94. В качестве противолодочного вооружения использовался бомбомёт тип 94, расположенный между верхними парами минных рельсов у самой кормы, боекомплект — 22 глубинные бомбы.

## Командиры
- 15.11.1935 — 28.01.1937 капитан 1-го ранга (тайса) Намидзо Сато (яп. 佐藤波蔵)[8];
- 28.01.1937 — ? капитан 1-го ранга Гиити Андзю (яп. 安住義一)[8];
- 15.11.1939 — 22.03.1940 капитан 1-го ранга Кацухэй Накамура (яп. 中村勝平)[8];
- 22.03.1940 — 15.04.1940 капитан 1-го ранга Итимацу Такахаси (яп. 高橋一松)[8];
- 15.04.1940 — 15.10.1940 капитан 1-го ранга Тёдзаэмон Обата (яп. 小畑 長左衛門)[8];
- 15.10.1940 — 12.09.1941 капитан 1-го ранга Сэй Адзукидзава (яп. 小豆沢成)[8];
- 12.09.1941 — 11.05.1942 капитан 1-го ранга Минору Номи (яп. 能美実)[8].